# چارلی دورفل
چارلی دورفل (انگلیسی: Charly Dörfel؛ زادهٔ ۱۸ سپتامبر ۱۹۳۹) بازیکن فوتبال اهل آلمان است.
از باشگاه‌هایی که در آن بازی کرده‌است می‌توان به باشگاه فوتبال هامبورگ اشاره کرد.
وی همچنین در تیم ملی فوتبال آلمان بازی کرده‌است.